# Apple Intelligence
Apple Intelligence là một trí tuệ nhân tạo được phát triển bới Apple Inc. Phần mềm được giới thiệu lần đầu tiên như một tính năng được tích hợp sẵn trên iOS 18, iPadOS 18 và macOS Sequoia vào ngày 10 tháng 6 năm 2024 tại WWDC 2024, là một trí tuệ nhân tạo hoạt động dựa trên sự kết hợp giữa xử lý trên thiết bị và trên máy chủ. Người dùng sẽ được sử dụng miễn phí Apple Intelligence trên các thiết bị được hỗ trợ. Phiên bản thử nghiệm dành cho các nhà phát triển và kiểm tra chất lượng được phát hành vào ngày 29 tháng 7 năm 2024 ở Hoa Kỳ sử dụng ngôn ngữ tiếng Anh, một phần của trí tuệ nhân tạo này sẽ đươc tung ra vào tháng 10 năm 2024, và phiên bản hoàn thiện sẽ được ra mắt vào năm 2025. Phiên bản tiếng Anh bản địa hóa cho Vương quốc Anh, Úc, Canada, New Zealand, và Nam Phi sẽ được hỗ trợ vào cuối năm 2024, trong khi đó các ngôn ngữ Trung Quốc, Anh (Ấn độ), Anh (Singapore), Pháp, Đức, Ý, Nhật, Hàn, Bồ Đào Nha, Tây Ban Nha, Việt sẽ được thêm vào dần dần trong xuyên suốt năm 2025.